# Parapsychomantis vietnamensis
Parapsychomantis vietnamensis là một loài bọ ngựa thuộc họ Hymenopodidae. Loài này được Shcherbakov miêu tả khoa học năm 2017. Đây là loài duy nhất thuộc chi Parapsychomantis.